# Hiddinghausen (Dörverden)
Hiddinghausen ist ein Ort in der Gemeinde Dörverden im niedersächsischen Landkreis Verden.

## Geografie und Verkehrsanbindung
Der Ort liegt östlich des Kernortes Dörverden westlich von Westen und westlich der Aller.
Die B 215 verläuft westlich und die Weser fließt noch etwas weiter entfernt westlich.

## Geschichte
Hiddinghausen war eine Bahnstation auf der Bahnstrecke Celle–Wahnebergen. Vom Beginn des 20. Jahrhunderts bis zum Jahr 1966 fand auf dieser Strecke Personenverkehr statt.